# EST (revista)
EST —Espacio, Sociedad y Territorio— es una revista científica arbitrada de investigación y planificación urbana y regional. Es publicada semestralmente desde 2014 por la Facultad de Arquitectura, Urbanismo y Artes de la Universidad Nacional de Ingeniería en Lima, Perú. Retoma la iniciativa de publicación iniciada en 1991 con la revista CON/TEXTOS. La actual directora es Virginia Marzal Sánchez. 

## Enfoque
EST se centra en las áreas de los estudios urbanos y regionales —por ejemplo en Arquitectura, Geografía o Sociología— y se ocupa de abordar las cuestiones referidas a la planificación, gestión y diseño del territorio y las ciudades en el Perú y en otros países de Latinoamérica. Las contribuciones tratan las realidades urbanas, el desarrollo territorial y las interacciones entre el espacio, la sociedad y el territorio.